# María Matios
María Vasilivna Matios (en ucraniano: Марія Василівна Матіос; Roztoki, 19 de diciembre de 1959) es una poetisa, novelista y funcionaria ucraniana. Ganó el premio "Libro del año 2004" y el Premio Nacional Tarás Shevchenko.

## Biografía
Nació en el pueblo de Roztoki, en la región de Bucovina, y actualmente reside en Kiev. Es autora de 12 volúmenes de ficción y poesía, entre ellos la novela Dulce Darusia (2003) y las colecciones de relatos tituladas La corta vida (2001) y Nación (2002).
También ha publicado Banquete en casa de María Matios, el primer libro de cocina escrito por una escritora ucraniana contemporánea, así como la controvertida Novela de bulevar. Sus intereses incluyen la psicología, la etnografía, la jardinería y la floricultura.
Sus obras en prosa se han traducido al ruso, polaco, inglés, serbio, bielorruso.
Sus primeros poemas se publicaron cuando tenía quince años. En 1992 publicó sus primeros escritos en prosa en la revista Kyiv Magazine. María Matios basa sus libros en las singulares experiencias de su familia, cuyas raíces se remontan a los Cárpatos. y la comunidad hutsul se remontan a 1790. Fue galardonada con el premio "Libro del Año 2004" y con el Premio Nacional Tarás Shevchenko en 2005 por su novela Dulce Darusia.
Matios ocupó el número 2 en la lista electoral de UDAR durante las Elecciones parlamentarias de Ucrania de 2012. Fue elegida diputada del parlamento. En las Elecciones parlamentarias de Ucrania de 2014, Matios fue reelegida diputada tras ocupar el número 7 de los 10 primeros puestos de la lista electoral de Solidaridad Europea, en la que se integraba UDAR. Matios no participó en las Elecciones parlamentarias de Ucrania de 2019. Ese mismo año escribió el libro Bukova Zemlya sobre los 225 años de Bucovina.